# Taloqan
Taloqan (persană طالقان) este un oraș din Afganistan.